# Mazatlán Villa de Flores
Mazatlán Villa de Flores là một đô thị thuộc bang Oaxaca, México. Năm 2005, dân số của đô thị này là 12934 người.